# 鹿屋市立野里小学校
鹿屋市立野里小学校（かのやしりつ のざとしょうがっこう）は、鹿児島県鹿屋市上野町にある公立小学校。
野里国民学校時代には校舎が特別攻撃隊の部隊、第七二一海軍航空隊（神雷部隊）の宿舎として使用されたことで知られ、当時の野里小学校跡地には「桜花の碑」が建立されている。

## 概要
1879年（明治12年）に開校。鹿屋市内のうち、主に上野町、野里町、今坂町に居住する児童を対象とする。今坂町は本来鹿屋市立西原台小学校の通学区域であるが、一部地域で野里小学校への通学も可能となっている。主な進学先は鹿屋市立第一鹿屋中学校。
年度ごとに児童数の増減が激しく、2000年度卒業生は30人台であったが2003・2004年度卒業生は50人台だった。このため、クラス数も学年ごとに1クラスと2クラスが入り混じった状況となっている。クラスの呼称は「1組」「2組」「3組」。1990年代後半までは「い組」「ろ組」「は組」と呼称していた。
独自の試みとして、毎年全児童が参加する文集を作成している。低学年は将来の夢などを、高学年は1年間で最も思い出深かった学校行事を記述する。
原則として全児童が徒歩で通学する。進学先の第一鹿屋中へは自転車通学となるため、6年生の3学期には自転車講習が実施される。

## 校歌
校歌の冒頭には、野里小校舎から直視できる高隈山と鹿屋原台地に位置する野里町から見える国見山が歌われる。

## 年表

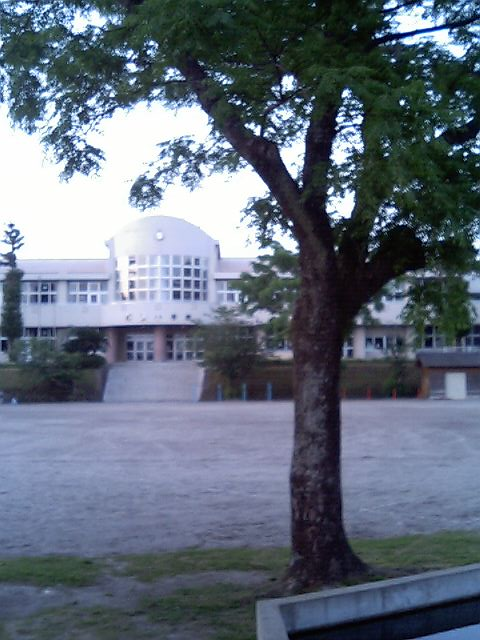
校舎（2004年）

開校当時の校舎は野里町（1950年以前は鹿屋市野里、1941年以前は大姶良村野里）に設置されてあった。1956年（昭和31年）から鹿屋航空基地の爆音被害対策のため、現在地の上野町に移転を進め、1958年（昭和33年）に完了した。その後、1999年（平成11年）に老朽化に伴い現在の校舎を新築した。
小学生クラス対抗30人31脚鹿児島大会に2003年・2006年の2回出場しており、いずれも出場校第2位であった。特に2003年のタイムは他地区大会の全ての優勝チームを上回るものであった。
- 1879年 - 創立。
- 1887年 - 野里簡易小学校と改称する。
- 1892年 - 野里尋常小学校と改称する。
- 1901年 - 高等科を設置し、野里尋常高等小学校と改称する。
- 1908年 - 野里尋常小学校と再改称する。
- 1923年 - 敷地を拡張し、校舎を移転改築する。
- 1941年 - 野里国民学校と改称する。
- 1941年5月27日 - 大姶良村、花岡村、鹿屋町の合併、鹿屋市発足により、住所が大姶良村から鹿屋市に変更される。
- 1945年3月19日 - 空襲被害により校舎が焼失。校舎は鹿屋航空隊兵舎として使用されることになり、分散授業を実施する。
- 1947年 - 現在の校名に改称。仮校舎を設置。
- 1955年 - 爆音被害の調査を開始。
- 1958年 - 校舎を現在地に移転。
- 1971年 - 校舎の防音対策が完了。
- 1980年 - 創立100周年記念誌を発行。
- 1999年 - 現在の校舎を新築。

## 学校周辺
- 鹿屋航空基地
- 国道269号（西原バイパス）
- 鹿児島県道550号鹿屋環状線